# Sybroopsis
Sybroopsis is een kevergeslacht uit de familie van de boktorren (Cerambycidae). De wetenschappelijke naam van het geslacht werd voor het eerst geldig gepubliceerd in 1949 door Breuning.

## Soorten
Sybroopsis omvat de volgende soorten:
- Sybroopsis discedens (Fairmaire, 1881)
- Sybroopsis subtruncata Breuning, 1949